# WWE
WWE는 프로레슬링 산업 내에서 가장 규모가 큰 단체로서 미디어와 스포츠 그리고 엔터테인먼트를 한데 어울리는 종합 스포츠 엔터테인먼트 회사이다. 회사의 본부는 미국 코네티컷주 스템포드에 위치해있으며, 국제 사무국은 미국 캘리포니아주로스앤젤레스와 캐나다 토론토에 위치해 있다.
사장은 닉 칸이고, 최고 콘텐츠 책임자는 폴 레베크다.
원래는 월드 레슬링 페더레이션 (World Wrestling Federation)이란 명칭을 사용하였으나 2002년 세계자연보호기금(World Wide Fund For Nature)과의 상표권 분쟁 소송에서 패소하여 원래의 Federation을 지우고 생략한 Entertainment를 살림으로써 이름을 개명하게 된다.
현재 WWE는 3대 브랜드인 러(Monday Night RAW), 스맥다운(Friday Night SmackDown), NXT와 2진급 프로그램인 슈퍼스타즈(Superstars), WWE 메인이벤트 (Main Event)로 구성되어 있으며, RAW 와 SMACKDOWN, NXT는 USA 네트워크를 통해, WWE 페이퍼뷰 쇼는 WWE 네트워크를 통해 방송한다.
대한민국에서는 1987년 8월 8일부터 WWE의 전신인 WWF가 미군 방송인 AFKN를 통해 낮 시간대를 방송되면서 인지도가 높아졌으며 케이블 시대의 막이 오르면서 2000년에 SBS 스포츠 변경과 함께 채널을 통한 WWE의 프로그램이 주기적으로 방송되면서 국내의 WWE팬 층을 확보하였다. 현재는 FX와 IB 스포츠에서 WWE 먼슬리 스페셜(페이퍼뷰)을 공동으로 방송하고 있는데 IB스포츠에서는 WWE 스맥다운, 보텀라인, 메인이벤트를 방송하고 FX에서는 WWE 러, 애프터번을 따로 방송하고 있다. 2018년 1월 2일에는 WWE측은 IB스포츠와의 파트너십 연장 계약을 맺어 국내 최초로 WWE 러, WWE 스맥다운, 먼슬리 스페셜(페이퍼뷰)을 한국어 생중계 방송을 하게 되었다. 하지만 FX는 2017년 12월 31일부터 WWE(WWE 스맥다운, WWE 러, WWE 먼슬리 스페셜(페이퍼뷰)를 방송 종료하게 된다. 그런데 얼마 안가 2018년 2월 2일에 FX가 WWE 재방영을 시작했는데 알고보니 IB 스포츠의 방송을 그대로 방영하는 공급편성 방식이다. 방영된 목록은 IB 스포츠의 스맥다운, WWE 보텀라인이다. 2020년 10월 5일에는 국내최초로 파트너십으로 계약된 IB 스포츠에서 NXT 테이크오버까지 추가로 한국어 생중계를 시작으로, 2021년 1월 7일부터 WWE NXT까지 생중계된다. 추가적인 생중계는 마감되었다.
WWE 유튜브 채널이 유튜브 크리에이터 어워즈의 최고봉인 루비 버튼 수여자이다.

## 역사

### WWE의 시작, Capitol Wrestling
빈스 맥마흔의 조부인 로데릭 제임스 제스 맥마흔은 1915년 제스 윌라드와 잭 존슨간의 권투경기를 주선했던 복싱 프로모터였다. 그는 텍스 릭카드와 함께 메디슨 스퀘어 가든에서 복싱 경기를 주선하는 프로모터로 일하던 시기와 비슷한 1926년 당시 슬램 뱅 웨스턴 스타일 레슬링이라는 새로운 레슬링 스타일을 선보였던 조지프 레이먼드 몬트와 함께 손을 잡고 1953년 CWC(Capitol Wrestling Corporation)를 세우고 National Wrestling Alience (NWA)에 가입하게 된다. 또한 이듬해인 1954년에 자신의 아들이자 빈스 맥맨의 아버지인 빈스 맥마흔 시니어에게 사업인계를 하게 된다.

### WWF의 전신, WWWF
1963년 당시 버디 로저스를 챔피언으로 두던 NWA는 수많은 레슬링 단체들을 하나로 묶는 역할을 하는 통합 세계 헤비급 챔피언을 만들어 벨트를 세계적으로 활성화 시켰다. 그러나 조지프 레이먼드 몬트와 빈스 맥마흔 시니어는 벨트를 자신들의 단체가 영향력을 행사하던 북동부지역으로만 묶어두면서 NWA를 비롯한 NWA에 가입한 다른 레슬링 단체들에게 안좋은 이미지를 지니게했다.
1986년 마이클 맥클레인과 실베스타 스탤론의 어머니인 잭키 스탤론이 오직 여자들로만 구성된 프로레슬링 단체인 GLOW를 창설하자 WWF 역시 이에 영향을 받아 자신의 단체에서도 여성 프로레슬러를 본격적으로 육성하기 시작했으며 차이나를 필두로 많은 여성 프로레슬러들이 WWF에서 배출되기 시작했다. 현재도 샬럿 플레어, 베일리, 나이아 잭스, 라켈 로드리게스 등 유명한 여성 프로레슬러들이 활약 중이다.
대한민국에서 1987년 8월 이후, 미국의 프로레슬링 프로그램 WWF 슈퍼스타즈(Superstars)는 주한미군방송(AFKN)을 통해 매주 토요일 낮 시간대에 방영되기 시작하였다. 해당 프로그램은 주로 유명 메이저 레슬러와 무명 마이너 레슬러 간의 경기를 중심으로 구성되었으며, 주요 지상파 방송인 KBS, MBC, SBS가 아닌 주한미군방송을 통해 방영되었음에도 불구하고, 10%를 상회하는 시청률을 기록하며 1990년대 중반까지 어린이 및 청소년층 사이에서 폭발적인 인기를 끌었다.
이러한 WWF의 인기는 방송을 넘어 다양한 문화 콘텐츠로 확산되었다. 첫째, WWF 매거진이 국내에서도 번역‧출간되었으며, 둘째, 《아이큐 점프》를 비롯한 여러 만화잡지에서 WWF 관련 브로마이드 및 정보책자를 부록으로 제공하였다. 셋째, 동일한 이름의 아케이드 게임 슈퍼스타즈 및 후속작 레슬페스트(Wrestle Fest)가 전국 오락실에서 큰 인기를 끌었다. 넷째, 로얄 럼블(Royal Rumble), 레슬매니아(WrestleMania), 섬머슬램(SummerSlam), 서바이버 시리즈(Survivor Series) 등 WWF의 4대 특별 이벤트와 헐크 호건(Hulk Hogan), 얼티밋 워리어(Ultimate Warrior) 등 인기 레슬러의 경기를 담은 비디오가 정식 출시되었다.
다섯째, WWF를 시청한 청소년들은 학교에서 관련 주제로 토론하거나 레슬링 기술을 따라하는 등의 행동을 보였으며, 이에 대해 일부 언론은 프로레슬링의 폭력성을 지적하기도 하였다. 여섯째, WWF 레슬러들을 소재로 한 장태산의 만화 《스카이 레슬러》가 출간되어 대중의 관심을 받았다.
여섯째, 단순한 프로그램 시청을 넘어 대한민국 내 대중문화 전반에 걸쳐 다양한 방식으로 영향을 미쳤다. 이는 곧 서구 프로레슬링 문화의 일종의 문화 침투(cultural penetration)로 평가되며, 당시 청소년과 어린이들을 중심으로 새로운 소비 문화와 놀이 문화를 형성하는 계기가 되었다.
일곱째, 영어 표현, 선수 이름, 기술명 등이 자연스럽게 사용되며 영어 교육 또는 미국 문화에 대한 간접적인 노출 효과를 가져왔고, 이는 일부 청소년들에게 미국식 문화에 대한 호기심과 동경을 불러일으키는 계기가 되었다.
여덟째, 각종 문방구 및 장난감 가게를 중심으로 관련 상품에 레슬러 스티커, 카드, 피규어, 문구류 등의 판매로 이어지며, 프로레슬링 콘텐츠가 소비재 시장에서도 하나의 유행으로 자리잡는 계기를 마련하였다.
이렇듯 WWF 슈퍼스타즈를 기점으로 시작된 프로레슬링 열풍은 1990년대 중반을 기점으로 다소 쇠퇴하였으나, 1990년대 후반 이후 케이블TV를 통해 WWE(World Wrestling Entertainment), WCW(World Championship Wrestling), TNA(Total Nonstop Action) 등의 프로레슬링 경기가 정식 방영되며 다시금 관심을 모았다. 이러한 흐름은 2003년 WWE의 역사적인 첫 월드투어 한국 경기 개최에도 지대한 영향을 미쳤다.

### 세계 자연보호 기금의 상표권 소송
WWF(월드 레슬링 페레데이션)으로 운영하고 있던 때에 세계 자연 기금과 명칭이 WWF로 같다는 이유로 소송을 당하였으며 소송에서 패배함에 따라 2002년 WWE(월드 레슬링 엔터테이먼트)로 사명을 변경하게 된다.

### 엔터테인먼트 회사로의 변화
2011년 WWE는 자신들은 단순한 프로레슬링 단체가 아닌 엔터테인먼트 회사임을 표방하면서 사명을 월드 레슬링 엔터테인먼트가 아닌 WWE 단어 자체로 읽는 것으로 바꾸었다.

### WWE 네트워크 개국
2014년 1월 8일 WWE는 기자회견을 열어 WWE 소유의 케이블 TV 네트워크 방송국을 개국할 것이라고 발표하였으며, 이를 WWE 네트워크라고 하였으며, 개국예정일을 2014년 2월 24일이라고 공식 발표하였다. 또한 온라인과 오프라인으로 9.99달러의 WWE 네트워크 광고를 지속적으로 진행 중이다.

### NXT의 브랜드화
WWE 부사장이었던 트리플 H가 총 책임자로서 WWE NXT와 FCW를 통합시키면서 NXT 레슬링이라는 새로운 브랜드로 만들었다.
2부 브랜드 성격을 띄고 있고 엔터테인먼트 요소 보다는 경기력에 집중되어 있다는 평을 받고 있으며 이곳에서 활동하다가 RAW나 스맥다운으로 승격되는 방식을 갖고있다.
보통 몇 주분씩 몰아서 녹화방송을 촬영하고 나머지 남는 시간에 선수들은 다른 WWE 하우스쇼나 휴식을 취하는 것으로 알려져있다.

### WWE 드래프트
2002년 3월 25일에 WWE의 브랜드 첫 분할로 발표된 로스터들을 RAW와 스맥다운으로 분할하여 각각 다른 선수들과 다른 스토리라인과 전용 PPV들을 통해 더 많은 시청층을 확보하기 위한 정책 이후 생긴 WWE의 연간 행사이다. 최초의 RAW 단장은 릭 플레어와 스맥다운 단장은 빈스 맥맨이 맡은 것이다. 그 이후 2004년 3월 22일에 처음으로 GM제도로 로스터를 선정하는 방식하였으나 1년후 폐지하였고, 2006년에는 ECW라는 제3브랜드 부활로 신설하다가 2007년 7월 11일에도 그 브랜드까지 편입하여 분할되기도 하였다. 2010년 4월 26일에는 ECW의 폐지 이후 다시 두 브랜드간의 드래프트로 진행되었다. 2011년 4월 25일에 마지막으로 폐지되었다. 5년후 2016년 7월 16일 셰인 맥맨이 돌아오고 다음날 RAW에서 스맥다운 경영자로 결정되어 생방송으로 전환함에 따라 빈스 맥맨은 남매간들의 WWE 드래프트를 다시 부활하게 되었다. 이번 2016 WWE 드래프트에서는 RAW와 스맥다운 브랜드에 영입할 선수들을 편입할뿐만 아니라 두 브랜드만의 PPV를 폐지되었던 브랜드명을 부활하기도 한다. 또한 기존의 NXT 선수들도 두 브랜드중에 하나로 편입하기도 한다.

## 레슬러

### RAW

#### 남성
- 군터
- 그레이슨 월러
- 더 뉴데이
  - 코피 킹스턴
  - 재비어 우즈
- 도미닉 미스테리오
- 드래곤 리
- 레이 미스테리오
- 로건 폴
- 루디윅 카이저
- 루세프
- 브론슨 리드
- 브론 브레이커
- 새미 제인
- 세스 롤린스
- 셰이머스
- 오모스
- 오스틴 시어리
- 오티즈
- 워 레이더스
  - 에릭
  - 이바르
- 일리야 드라구노프
- 제이 우소
- 채드 게이블
- 캐리언 크로스
- 크루즈 델 토로
- 크리드 브라더스
  - 줄리어스 크리드
  - 브루터스 크리드
- 타일러 베이트
- 토자와 아키라
- 펜타
- 피트 던
- 핀 베일러
- 호아킨 와일드
- AJ 스타일스
- CM 펑크
- JD 맥도나

#### 여성
- 나오미
- 나탈리아
- 라이라 발키리아
- 라켈 로드리게스
- 록샌 페레즈
- 리브 모건
- 리아 리플리
- 맥신 듀프리
- 발할라
- 베일리
- 베키 린치
- 스테파니 바케르
- 아스카
- 아이비 나일
- 이요 스카이
- 조이 스타크
- 카이리 세인
- 키아나 제임스

### Smack Down

#### 남성
- 나카무라 신스케
- 더 미즈
- 데미안 프리스트
- 덱스터 루미스
- 드루 매킨타이어
- 랜디 오턴
- 레이 페닉스
- 로만 레인즈
- 모터 시티 머신 건즈
  - 크리스 세이빈
  - 앨릭스 셸리
- 베르토
- 블러드라인
  - 솔로 시코아
  - JC 마테오
  - 타마 통가
  - 통가 로아
  - 탈라 통가
- 산토스 에스코바르
- 스트리트 프로피츠
  - 몬테즈 포드
  - 안젤로 도킨스
- 아폴로 크루즈
- 안드라데
- 알리스터 블랙
- 알 트루스
- 엉클 하우디
- 에릭 로완
- 엔젤
- 제이콥 파투
- 조 게이시
- 존 시나
- 지미 우소
- 카멜로 헤이즈
- 케빈 오웬스
- 코디 로즈
- 프렉시엄
  - 네이선 프레이저
  - 액시엄
- 프리티 데들리
  - 킷 윌슨
  - 엘턴 프린스
- #DIY
  - 토마소 참파
  - 조니 가가노
- LA 나이트

#### 여성
- 나이아 잭스
- 니키 크로스
- 미친
- 비앙카 벨레어
- 샬럿 플레어
- 알렉사 블리스
- 알바 파이어
- 제이드 카길
- 젤리나 베가
- 줄리아
- 첼시 그린
- 캔디스 르레
- 타미나
- 티파니 스트랫턴
- 파이퍼 니븐
- B-팹

### NXT

#### 남성
- 노암 다르
- 노 쿼터 캐치 크루
  - 찰리 뎀프시
  - 테비언 하이츠
- 니코 반스
- 다크스테이트
  - 디온 레녹스
  - 세이콴 슈거스
  - 오시리스 그리핀
  - 커틀러 제임스
- 단테 첸
- 렉시스 킹
- 루시엔 프라이스
- 루카 크루시피노
- 리키 세인츠
- 릿지 홀랜드
- 마일스 본
- 말릭 블레이드
- 브롱코 니마
- 브룩스 젠슨
- 숀 스피어스
- 아샨티 아도니스
- 오바 페미
- 웨스 리
- 이덴 페이지
- 이드리스 이노페
- 제스퍼 트로이
- 조쉬 브릭스
- 지본 에반스
- 채닝 로렌조
- 체이스 U
  - 안드레 체이스
  - 케일 딕슨
  - 유라이아 코너스
- 타이리그 이그웨
- 타이슨 듀폰트
- 탱크 레저
- 토니 디 안젤로
- 트릭 윌리엄스
- 행크 워커

#### 여성
- 니키타 라이온스
- 래쉬 레전드
- 렌 싱클레어
- 롤라 바이스
- 브린리 리스
- 블레이크 먼로
- 솔 루카
- 스티비 터너
- 아리아나 그레이스
- 애드리아나 리조
- 에이바 레인[1]
- 웬디 추
- 이지 데임
- 자리아
- 제이다 파커
- 조르딘 그레이스
- 카르멘 페트로비치
- 칼리 브라이트
- 켄달 그레이
- 켈라니 조던
- 테이텀 팩슬리
- 티아 헤일
- 페이탈 인플루언스
  - 제이시 제인
  - 팰런 헨리
  - 자스민 닉스

### 그외
- 브록 레스너

## 챔피언 현황

### 러
| 러                             | 러                                    | 러   | 러              | 러                        | 러                                    |
| 타이틀                         | 챔피언                                | 역할 | 획득한 날짜     | 획득한 장소               | 전 챔피언                             |
| ------------------------------ | ------------------------------------- | ---- | --------------- | ------------------------- | ------------------------------------- |
| 월드 헤비웨이트 챔피언         | 세스 롤린스                           | 악역 | 2025년 8월 2일  | WWE 서머슬램 - 1일차      | CM 펑크                               |
| WWE 위민스 월드 챔피언         | 나오미                                | 악역 | 2025년 7월 13일 | WWE 에볼루션              | 이요 스카이                           |
| WWE 인터콘티넨털 챔피언        | 도미닉 미스테리오                     | 악역 | 2025년 4월 20일 | WWE 레슬매니아 41 - 2일차 | 브론 브레이커                         |
| WWE 위민스 인터콘티넨털 챔피언 | 베키 린치                             | 악역 | 2025년 6월 7일  | WWE 머니 인 더 뱅크       | 라이라 발키리아                       |
| 월드 태그팀 챔피언             | 저지먼트 데이 (핀 베일러 & JD 맥도나) | 악역 | 2025년 6월 30일 | WWE 러                    | 더 뉴데이 (코피 킹스턴 & 재비어 우즈) |

### 스맥다운
| 스맥다운                              | 스맥다운                                  | 스맥다운 | 스맥다운        | 스맥다운                 | 스맥다운                                        |
| 타이틀                                | 챔피언                                    | 역할     | 획득한 날짜     | 획득한 장소              | 전 챔피언                                       |
| ------------------------------------- | ----------------------------------------- | -------- | --------------- | ------------------------ | ----------------------------------------------- |
| WWE 챔피언                            | 코디 로즈                                 | 선역     | 2025년 8월 3일  | WWE 서머슬램 - 2일차     | 존 시나                                         |
| WWE 위민스 챔피언                     | 티파니 스트랫턴                           | 선역     | 2025년 1월 3일  | WWE 스맥다운             | 나이아 잭스                                     |
| WWE 유나이티드 스테이츠 챔피언        | 솔로 시코아                               | 악역     | 2025년 6월 28일 | WWE 나이트 오브 챔피언스 | 제이콥 파투                                     |
| WWE 위민스 유나이티드 스테이츠 챔피언 | 줄리아                                    | 악역     | 2025년 6월 27일 | WWE 스맥다운             | 젤리나 베가                                     |
| WWE 태그팀 챔피언                     | 와이어트 식스 (덱스터 루미스 & 조 게이시) | 악역     | 2025년 7월 11일 | WWE 스맥다운             | 스트리트 프로피츠 (몬테즈 포드 & 안젤로 도킨스) |

### 브랜드 통합 챔피언
| 타이틀                     | 챔피언                      | 역할 | 획득한 날짜     | 획득한 장소          | 전 챔피언                                     |
| -------------------------- | --------------------------- | ---- | --------------- | -------------------- | --------------------------------------------- |
| WWE 위민스 태그팀 챔피언   | 샬럿 플레어 & 알렉사 블리스 | 선역 | 2025년 8월 2일  | WWE 서머슬램 - 1일차 | 저지먼트 데이 (라켈 로드리게스 & 록샌 페레즈) |
| WWE 스피드 챔피언십        | 엘 그란데 아메리카노        | 악역 | 2025년 5월 5일  | WWE 스피드           | 드래곤 리                                     |
| WWE 위민스 스피드 챔피언십 | 솔 루카                     | 선역 | 2025년 4월 11일 | WWE 스피드           | 캔디스 르레                                   |

### NXT
| NXT                             | NXT                   | NXT  | NXT             | NXT                     | NXT                                 |
| 타이틀                          | 챔피언                | 역할 | 획득한 날짜     | 획득한 장소             | 전 챔피언                           |
| ------------------------------- | --------------------- | ---- | --------------- | ----------------------- | ----------------------------------- |
| NXT 챔피언                      | 오바 페미             | 선역 | 2025년 1월 7일  | WWE NXT 뉴 이어스 이블  | 트릭 윌리엄스                       |
| NXT 위민스 챔피언               | 제이시 제인           | 악역 | 2025년 5월 27일 | WWE NXT                 | 스테파니 바케르                     |
| NXT 노스 아메리칸 챔피언        | 이덴 페이지           | 악역 | 2025년 5월 27일 | WWE NXT                 | 리키 세인츠                         |
| NXT 위민스 노스 아메리칸 챔피언 | 솔 루카               | 선역 | 2025년 4월 19일 | WWE NXT 스탠드 & 딜리버 | 공석                                |
| NXT 태그팀 챔피언               | 행크 워커 & 탱크 레저 | 선역 | 2025년 4월 19일 | WWE NXT 스탠드 & 딜리버 | 프렉시엄 (네이선 프레이저 & 액시엄) |
| NXT 헤리티지 컵                 | 채닝 로렌조           | 악역 | 2025년 6월 24일 | WWE NXT                 | 공석                                |